# Netelia antefurcalis
Netelia antefurcalis là một loài tò vò trong họ Ichneumonidae.